# Ида планина (Турция)
Вижте пояснителната страница за други значения на Ида.
Ида планина (Ida, на турски: Kaz Dağı) е планина в местността Троада в Мала Азия, в северозападна Турция. Недалеч от нея са намерени руините на Троя.
Най-високият връх на Ида с 1774 м. е Kırklar Tepesi, който през древността се казвал Гаргара (на гръцки: Γάργαρα; също Gargaros или Γάργαρον Gargaron).

## Митология
Планината Ида е място на много от древногръцките митове. Спомената е в Илиада като планината, от чийто връх олимпийските богове наблюдавали битките на Троянската война.